# Конецпол
Конѐцпол (на полски: Koniecpol) е град в Южна Полша, Силезко войводство, Ченстоховски окръг. Административен център е на градско-селската Конецполска община. Заема площ от 36,92 км2.

## Население
Според данни от полската Централна статистическа служба, към 1 януари 2014 г. населението на града възлиза на 6 165 души. Гъстотата е 167 души/км2.